# Фельден-ам-Вёртер-Зе
Фельден-ам-Вёртер-Зе, также Фельден-ам-Вёртерзее,  (нем. Velden am Wörther See, словен. Vrba ob Jezeru или Vrba na Koroškem) — ярмарочная община (нем. Marktgemeinde) в Австрии, в федеральной земле Каринтия.
Входит в состав округа Филлах-Ланд. Население составляет 8652 человека (на 31 декабря 2005 года). Занимает площадь 52,97 км². Идентификационный код — 207 25.

## Политическая ситуация
Бургомистр общины — Фердинанд Фоук (СДПА) по результатам выборов 2003 года.
Совет представителей общины (нем. Gemeinderat) состоит из 27 мест.
Распределение мест:
- СДПА занимает 17 мест;
- АНП занимает 4 места;
- АПС занимает 4 места;
- Партия GEL занимает 1 место;
- другие: 1 место.

## Города-побратимы
- Джемона-дель-Фриули, Италия
- Блед, Словения

## Фотографии

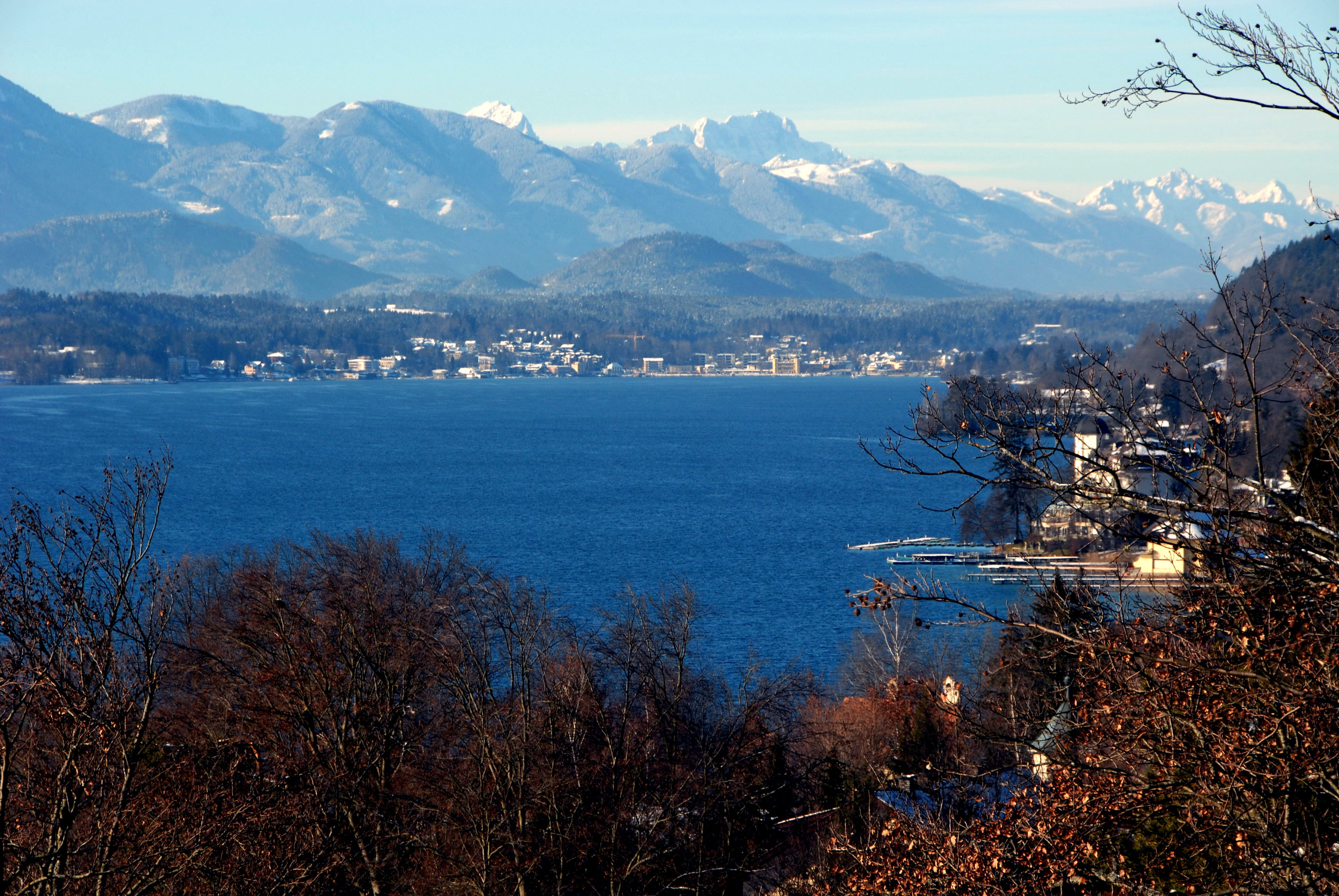
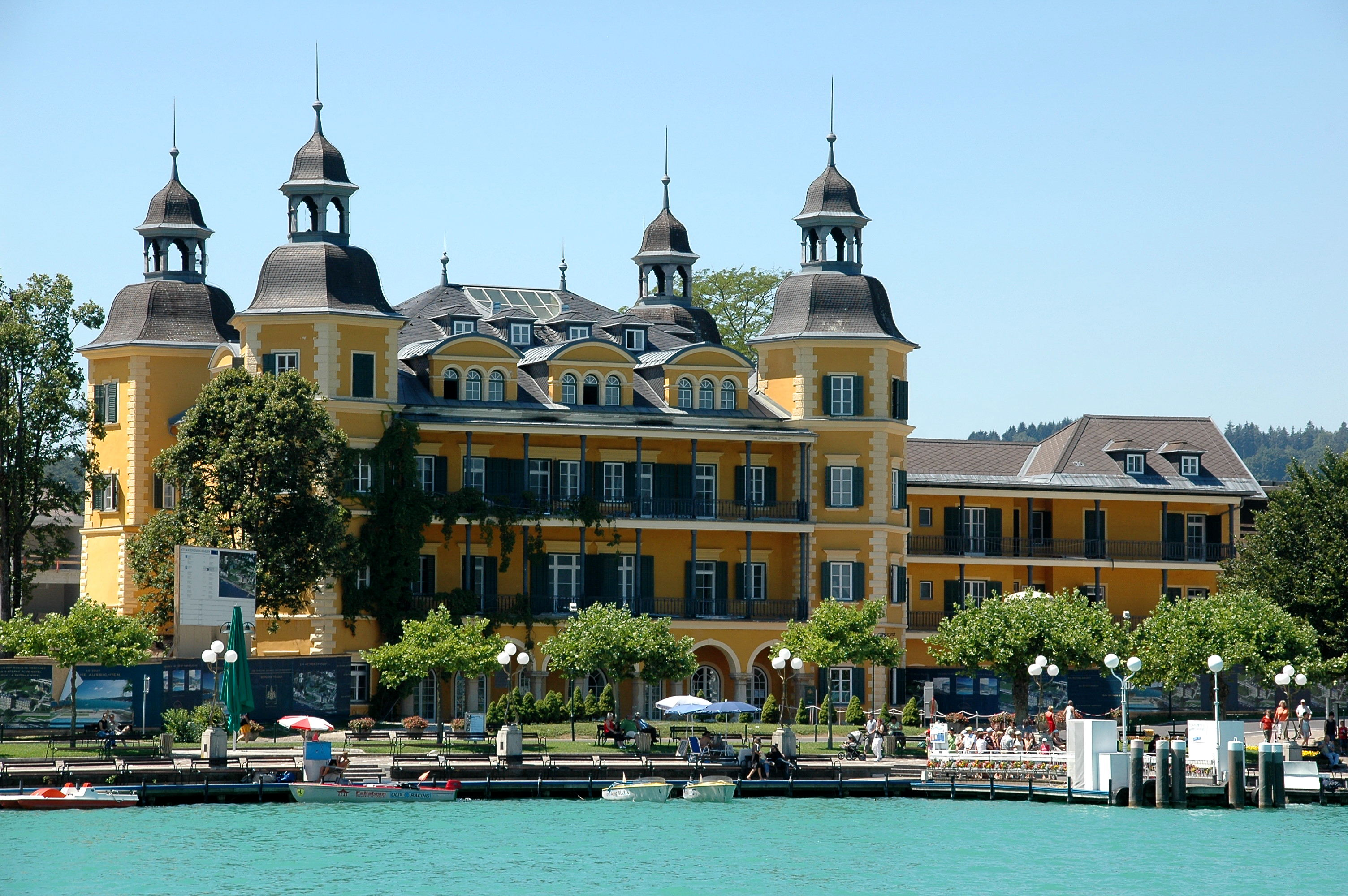
Замок
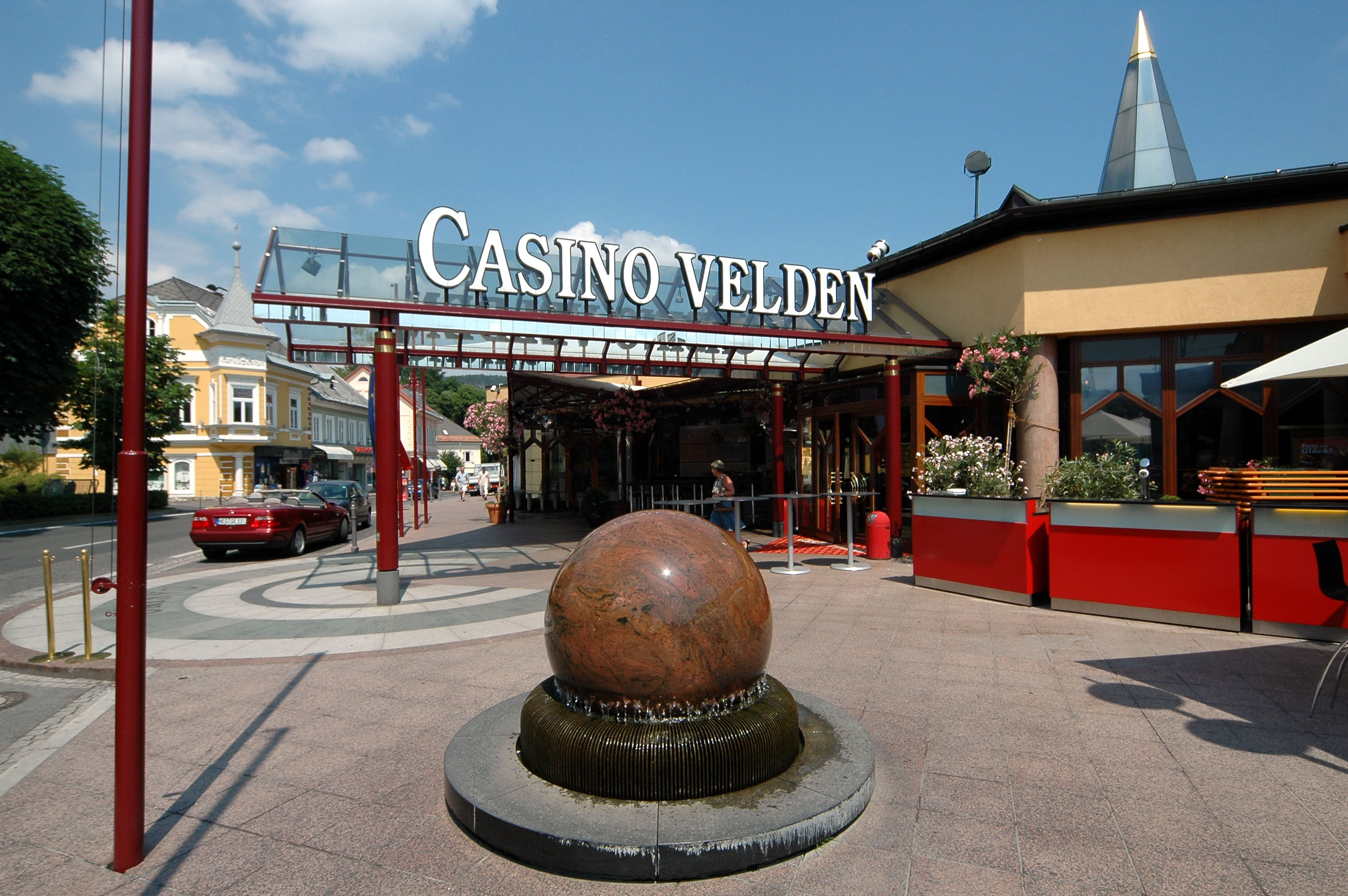
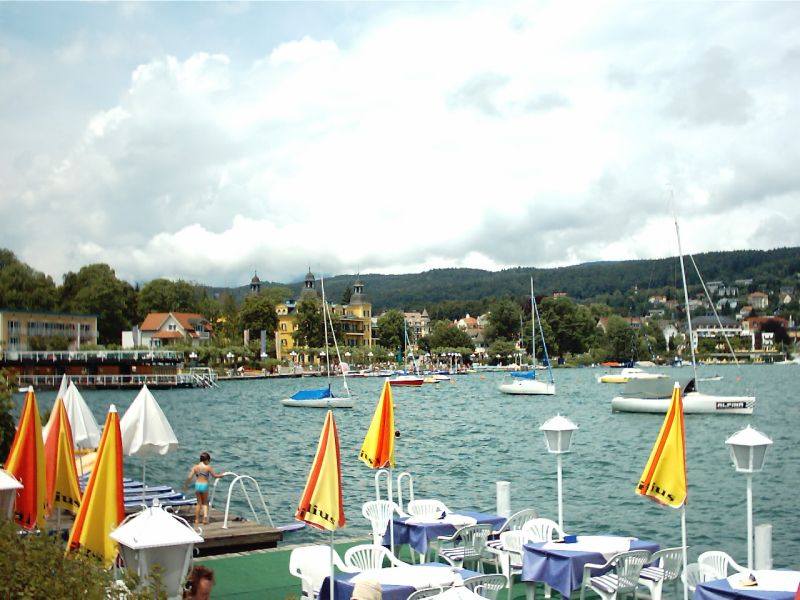
Замок
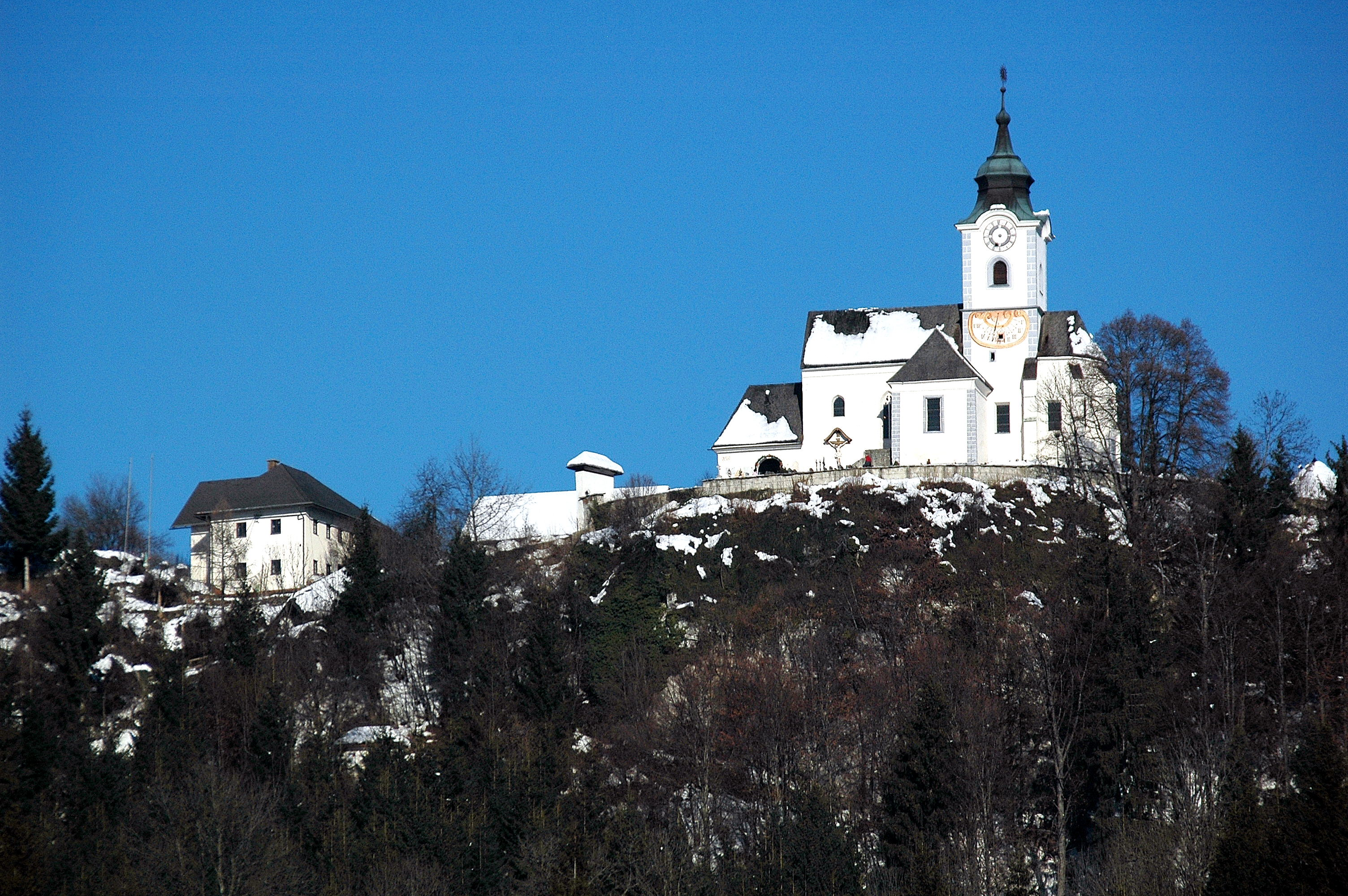
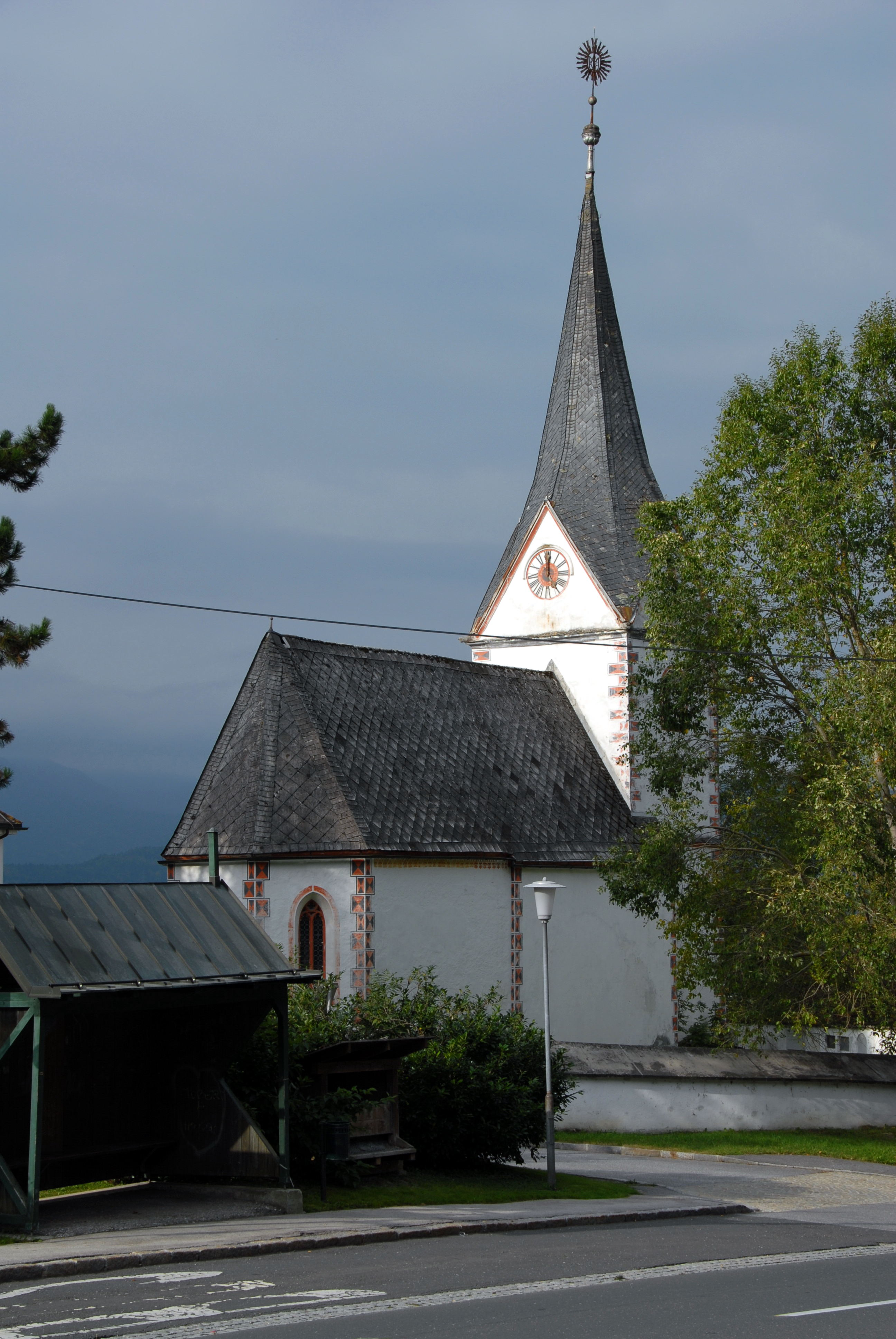
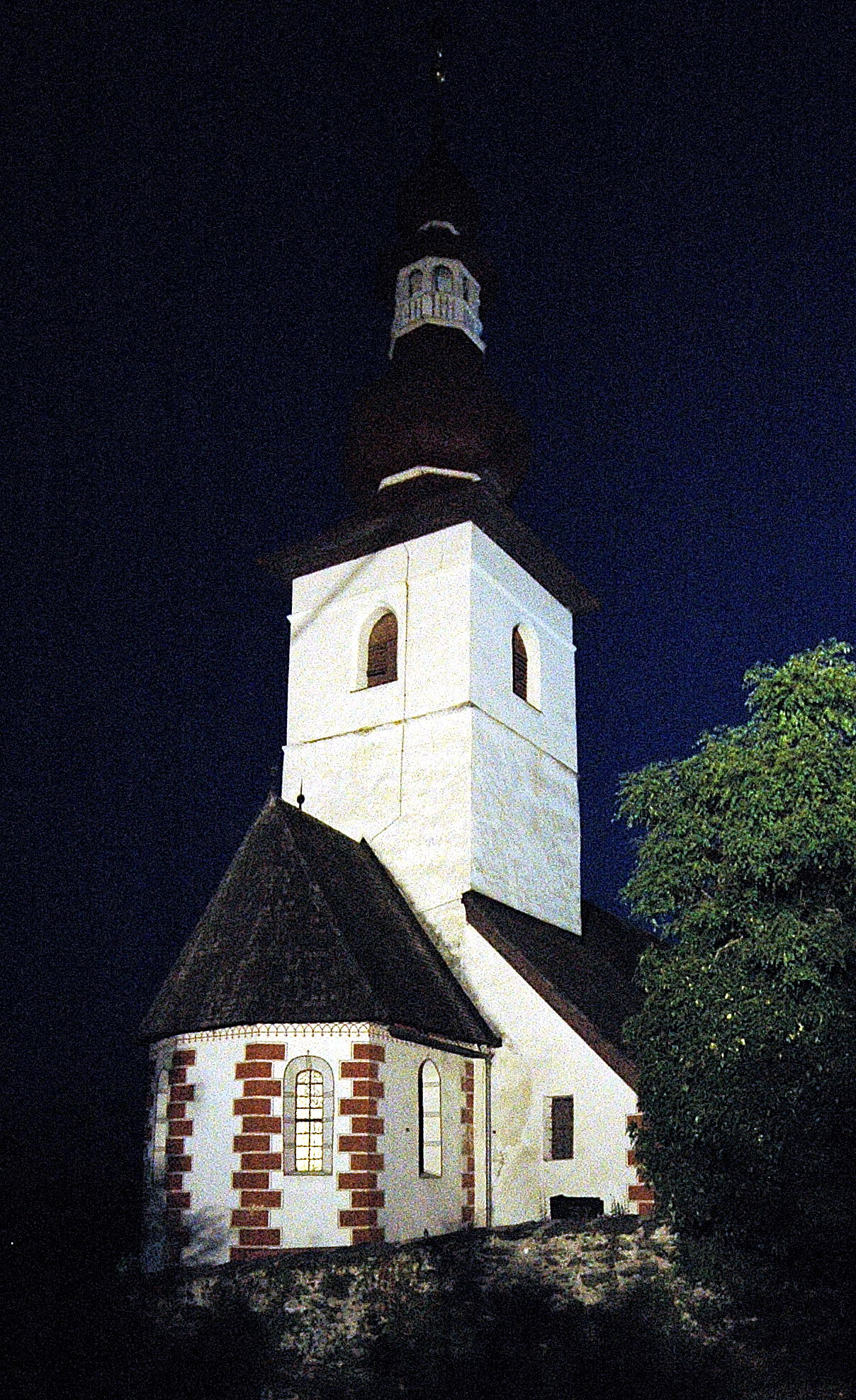
Церковь
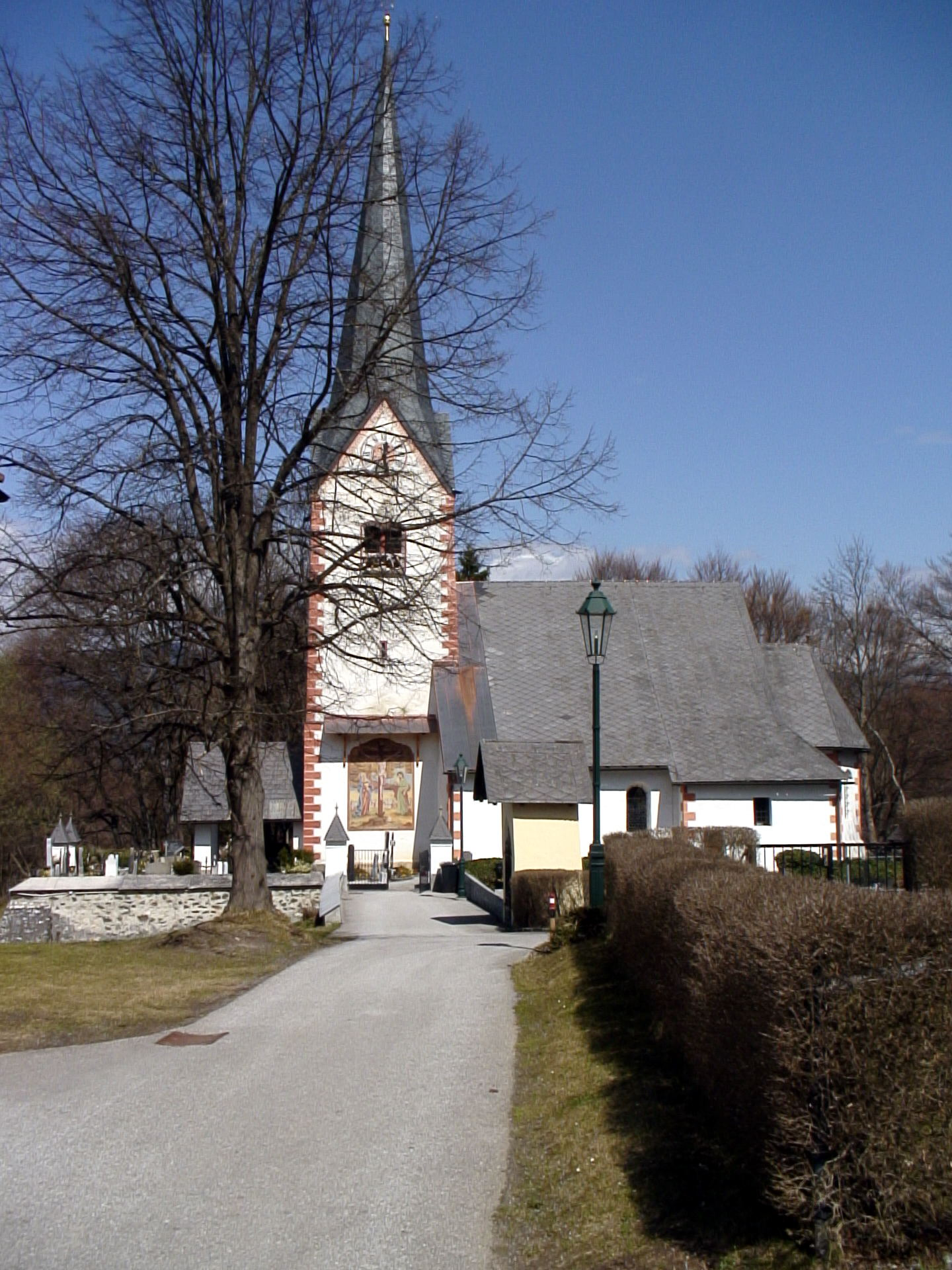

## Внешние ссылки
- Официальная страница  (нем.)